# Тебохо Мокоена
Тебохо Мокоена (на английски: Teboho Mokoena) е южноафрикански футболист, играещ като полузащитник за южноафриканския Мамелъди Съндаунс и националния отбор на ЮАР. Участник на Олимпийските игри 2020. Бронзов медалист в Купата на африканските нации 2023 където бележи 2 гола (втория гол в 1/8 финала за отбора си срещу Мароко за победата с 2:0 и гола в 1/2 финала срещу Нигерия при равенството 1:1 (2:4 с дузпи).

## Успехи
СуперСпорт Юнайтед
- Купа Недбанк
  -  Носител (1): 2017
- МТН 8
  -  Носител (1): 2019

 Мамелъди Съндаунс (Претория)
- Премиер дивижън на ЮАР
  -  Шампион на ЮАР (1): 2022/23

 ЮАР
- Купа на африканските нации
  -  Бронзов медал (3 място) (1): 2023